# WebCME
WebCME es un web editor (en línea) de molécula orgánica.